# Completely Well
Completely Well je studiové album B. B. Kinga, vydané v roce 1969 na LP a na CD v roce 1987. Na albu je například i hit „The Thrill Is Gone“. Album produkoval Bill Szymczyk.

## Seznam skladeb
| Pořadí         | Název                     | Délka |
| -------------- | ------------------------- | ----- |
| 1.             | So Excited                | 5:34  |
| 2.             | No Good                   | 4:35  |
| 3.             | You're Losin' Me          | 4:54  |
| 4.             | What Happened             | 4:41  |
| 5.             | Confessin' the Blues      | 4:56  |
| 6.             | Key to My Kingdom         | 3:18  |
| 7.             | Cryin' Won't Help You Now | 6:30  |
| 8.             | You're Mean               | 9:39  |
| 9.             | The Thrill Is Gone        | 5:30  |
| Celková délka: | Celková délka:            | 49:57 |

## Sestava
- B.B. King – kytara, zpěv
- Hugh McCracken – kytara
- Paul Harris – klavír, varhany
- Jerry Jemmott – baskytara
- Herbie Lovelle – bicí